# Rio Vermelho (Salvador)

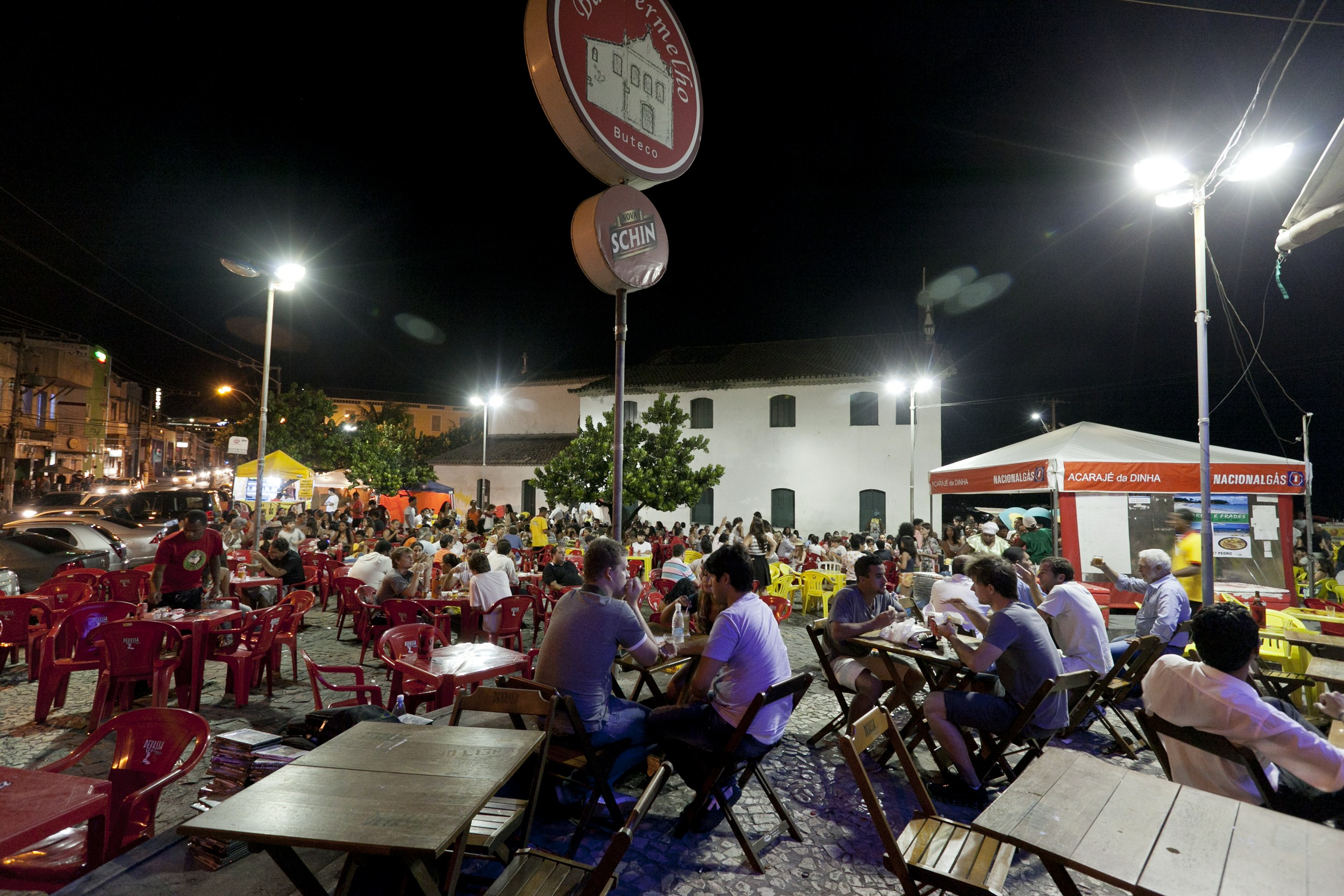
O Largo de Santana no bairro à noite, ao fundo o acarajé de Dinha.

O Rio Vermelho é um bairro localizado na orla marítima da cidade de Salvador, na Bahia, no Brasil. Pelo plano diretor de 2007, o bairro estava situado na região administrativa denominada Região Rio Vermelho, RA VII, até que, em 2016, passou a vigorar um outro plano, e o bairro passou a fazer parte da Prefeitura-Bairro VI, Barra-Pituba.

## Toponímia
A origem do nome Rio Vermelho está na palavra tupi camarajipe, que ganhou diferentes grafias - Camaragipe, Camarujipe, Camaragibe, Camurujipe ou Camarujipe, sendo que esta última prevaleceu. 
Segundo o historiador Cid Teixeira, 'camarajibe' significa 'rio dos camarás': camará é "uma florzinha vermelha, abundantíssima, antigamente tinha demais aí, na cidade. Rio das florzinhas vermelhas, rio vermelho, daí nasce o nome do rio [...] Propriedade de Manuel Inácio da Cunha e Meneses (1779-1850), o visconde do Rio Vermelho, que ganhou, como sesmaria, a terra que vai dali, da Mariquita, até a sede de praia do Bahia [...] Foi durante muito tempo sede do Aeroclube da Bahia, depois foi demolida e agora fizeram lá, aquela coisa. Ali estava a sesmaria de Manoel Inácio da Cunha e Menezes, no Rio Vermelho." 
Entretanto, mais tarde, o rio acabou por tornar-se um esgoto a céu aberto e passou a ser conhecido como rio das Tripas.

## História
A história do Rio Vermelho tem início no século XVI, com o naufrágio de Diogo Álvares Correia, o Caramuru (1510). O episódio ocorreu no principal largo do Rio Vermelho, o Largo da Mariquita, denominação  derivada do tupi mairaquiquiig, que significa 'lugar que dá peixe miúdo'.  O peixe miúdo em questão é a petitinga. Ali viviam os tupinambás, e Caramuru foi o elo de comunicação entre os nativos e os europeus.
Quando o primeiro governador-geral chegou a Salvador, as terras a uma légua para o norte e duas léguas para o sertão do Rio Camarajipe foram doadas a Antônio de Ataíde. E assim nasceu o Rio Vermelho. Inicialmente a região tinha poucos habitantes, com uma paisagem de currais, armação de pesca e jesuítas.
Com a invasão holandesa de 1624, muito moradores vieram para o Rio Vermelho, que era distante do local invadido. Aproveitando o clima tenso e a desorganização geral, alguns escravos fugiram para as matas frondosas, formando, em 1629, um quilombo no Rio Vermelho. Esse quilombo foi esmagado três anos depois, por Francisco Dias de Ávila e João Barbosa Almeida.
Ao longo do século XVIII, após uma sucessão de herdeiros, a maior parte das terras ao longo do rio Camarajipe foi parar, já no início do século XIX, nas mãos dos marqueses de Niza,  incluindo a fazenda da Paciência, na sesmaria que se estendia desde a foz do rio, na praia da Mariquita. 
Em 1839, após a extinção do regime de morgadio, que existira no Brasil desde o século XVII até 1835,  a Marquesa de Nisa (viúva e herdeira do 8º marquês de Nisa), dona Eugênia Maria José Xavier Teles de Castro Gama Athaíde Noronha Silveira e Souza - que jamais viera ao Brasil -, vende suas terras do Cabula e do Rio Vermelho ao português Tomaz da Silva Paranhos, até então procurador da Casa de Nisa, no país. Todavia, Manuel Inácio da Cunha e Meneses, que na época recebera do Império o título de Visconde do Rio Vermelho, já tinha-se tornado foreiro da maioria das terras do local e lá vivia, em sua fazenda, a explorar contratos de pesca da baleia e o monopólio da comercialização do óleo. 
Pescadores, que ali têm presença marcante até hoje, já dominavam o lugar no século XVII. Nas palavras do negociante francês Tollenare, que esteve na Bahia por volta de 1817: 

É um povoado de pescadores, de umas 100 cabanas, na foz de um pequeno rio que se lança no mar a uma légua a leste do Cabo de Santo Antônio. Os arredores são encantadores e um forte muito arruinado contribui para o pitoresco da paisagem
Em meados do século XIX, o Rio Vermelho tinha três núcleos de povoamento definidos: Paciência, Mariquita e Sant'Anna. Nesse último, foi erigida a Capela (1852) e depois a Igreja Matriz de Senhora de Sant’Ana,onde, a partir de 1870, passou a realizar-se a Festa de Senhora Sant'Ana, que acontece anualmente, até os dias atuais.

## Localização e descrição
Localizado entre os bairros de Ondina e Amaralina, tendo ao norte o Engenho Velho da Federação, Santa Cruz e o Nordeste de Amaralina.
No bairro estão situados luxuosos hotéis e pousadas, sendo intensa sua vida noturna. Uma pesquisa feita pelo jornal Correio, em 2016, indicou que o Rio Vermelho tem o quinto menor preço de aluguel de imóvel em Salvador.
Conhecido pelo clima boêmio, pelos acarajés de Cira, de Regina e de Dinha, e pela colônia de pescadores, que, desde 1923, realiza anualmente, no dia 2 de fevereiro, a Festa de Iemanjá, rainha do mar, quando se realiza um cortejo de embarcações e são oferecidos presentes à divindade das águas. Originalmente, as oferendas teriam como finalidade resolver o problema da escassez de peixes, verificada no início da década de 1920. A partir de 1967, a festa de Iemanjá ganha a força e popularidade,  até se tornar a maior celebração da cultura afro-brasileira na Bahia. Em 2022, foi reconhecida como patrimônio cultural de Salvador. 
Confluindo para o Largo de Santana — onde a antiga capela dedicada a Sant'Ana situa-se bem no meio do caminho -, a Rua da Paciência, que recebe o intenso tráfego da Avenida Oceânica), a Avenida Cardeal da Silva e a Rua João Gomes, o trânsito sofre um afunilamento e, em certos horários, fica praticamente estagnado. Em razão das  vias estreitas, mesmo as principais (ruas Oswaldo Cruz e Odilon Santos) possuem tráfego de veículos difícil. 
O Rio Vermelho, que dá nome ao bairro mas também é conhecido como Rio Lucaia, margeia a Avenida Juracy Magalhães Júnior. Próximo a sua foz, existe uma estação de condicionamento prévio de esgotos domésticos, onde resíduos sólidos e partículas em suspensão são separadas do efluente final, que é lançado a 2,7 quilômetros da costa pelo emissário submarino do Rio Vermelho, evitando a contaminação da praia.
Apesar do grande crescimento vertical verificado noutras áreas da capital, o Rio Vermelho ainda conserva-se um bairro essencialmente de casas. As estreitas vias mais antigas receberam nomes que homenageiam importantes cidades baianas, como Caetité, Itabuna, Ilhéus, etc.
Na rua Alagoinhas está a casa que foi a residência do falecido escritor Jorge Amado e de sua esposa Zélia Gattai, e onde estão guardadas as cinzas do imortal.
Outro importante logradouro do bairro é o Largo da Mariquita, onde está situado o Mercado do Rio Vermelho (também conhecido como Mercado do Peixe), antiga e tradicional feira livre.

## Cultura e religiosidade

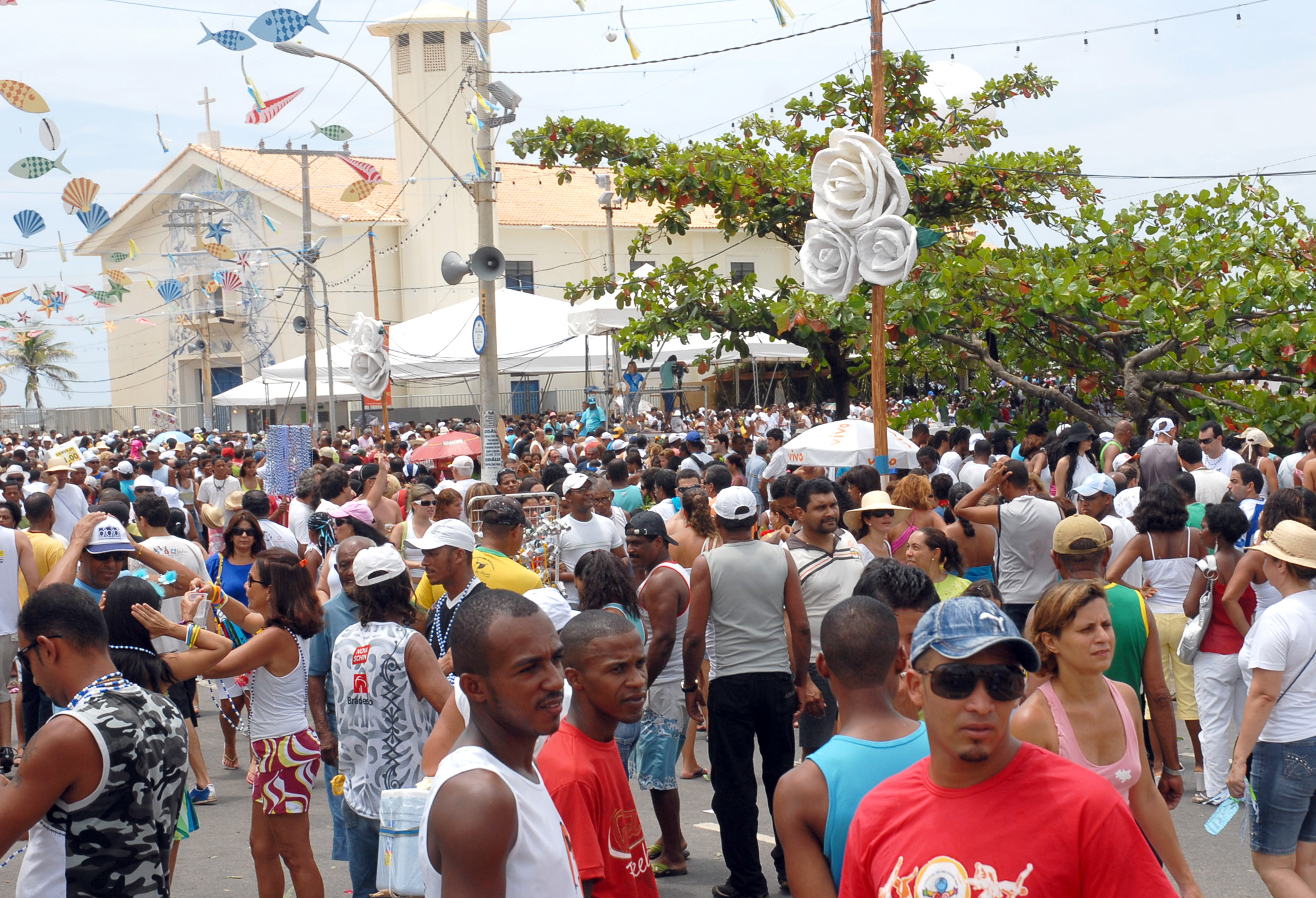
Festa de Iemanjá no Rio Vermelho, em 2008.

O bairro é referido em algumas canções, tais como:

E agora estamos aqui

Do outro lado do espelho

Com o coração na mão

Pensando em Jamelão no Rio Vermelho
— Onde o Rio é mais baiano, de Caetano Veloso
Havia rosas no mar

Havia ondas na areia

Vá brincar no Rio Vermelho

A festa de Iemanjá
— Janaína, de Otto
O bairro concentrou as festas de devoção a Sant'Anna e, com a mística da religiosidade afrodescendente, também reuniu o culto a Iemanjá, divindade protetora dos pescadores, ambas com festejos anuais bastante populares na Capital.
A festa de Iemanjá fará o bairro ser retratado no enredo da escola de samba carioca Renascer de Jacarepaguá, no carnaval de 2019.

## Demografia
O bairro do Rio Vermelho foi listado como um dos menos violentos de Salvador, segundo dados do IBGE e da Secretaria de Segurança Pública divulgados, pelo jornal Correio, no mapa da violência nos bairros da cidade, em 2012. O bairro ficou entre os mais tranquilos em consequência da taxa de homicídios para cada 100 mil habitantes por ano (com referência da ONU) ter sido "1-30", o segundo menor nível.